# Odocoileus virginianus
El venado cola blanca, capasurí, ciervo cola blanca, ciervo de Virginia, venado de Virginia o venado gris (Odocoileus virginianus) es una especie de mamífero artiodáctilo de la familia de los cérvidos. Vive en diferentes ecosistemas de América, desde los canadienses, en la región subártica, pasando por los bosques secos de las laderas montañosas de México, las selvas húmedas tropicales de América Central y del Sur, hasta los bosques secos ecuatoriales del norte del Perú y otras áreas boscosas sudamericanas. Se alimenta de arbustos y hierbas. Es muy perseguido por los cazadores en toda su área de distribución, pero no se considera en riesgo. En algunas regiones sus poblaciones han aumentado debido a la escasez de depredadores. El 28 de junio de 1993 el Congreso Nacional de la República de Honduras instituyó al venado de cola blanca como símbolo nacional de la fauna de este país. Así mismo, Odocoileus virginianus fue declarado símbolo patrio de la República de Costa Rica el 2 de mayo de 1995.

## Descripción

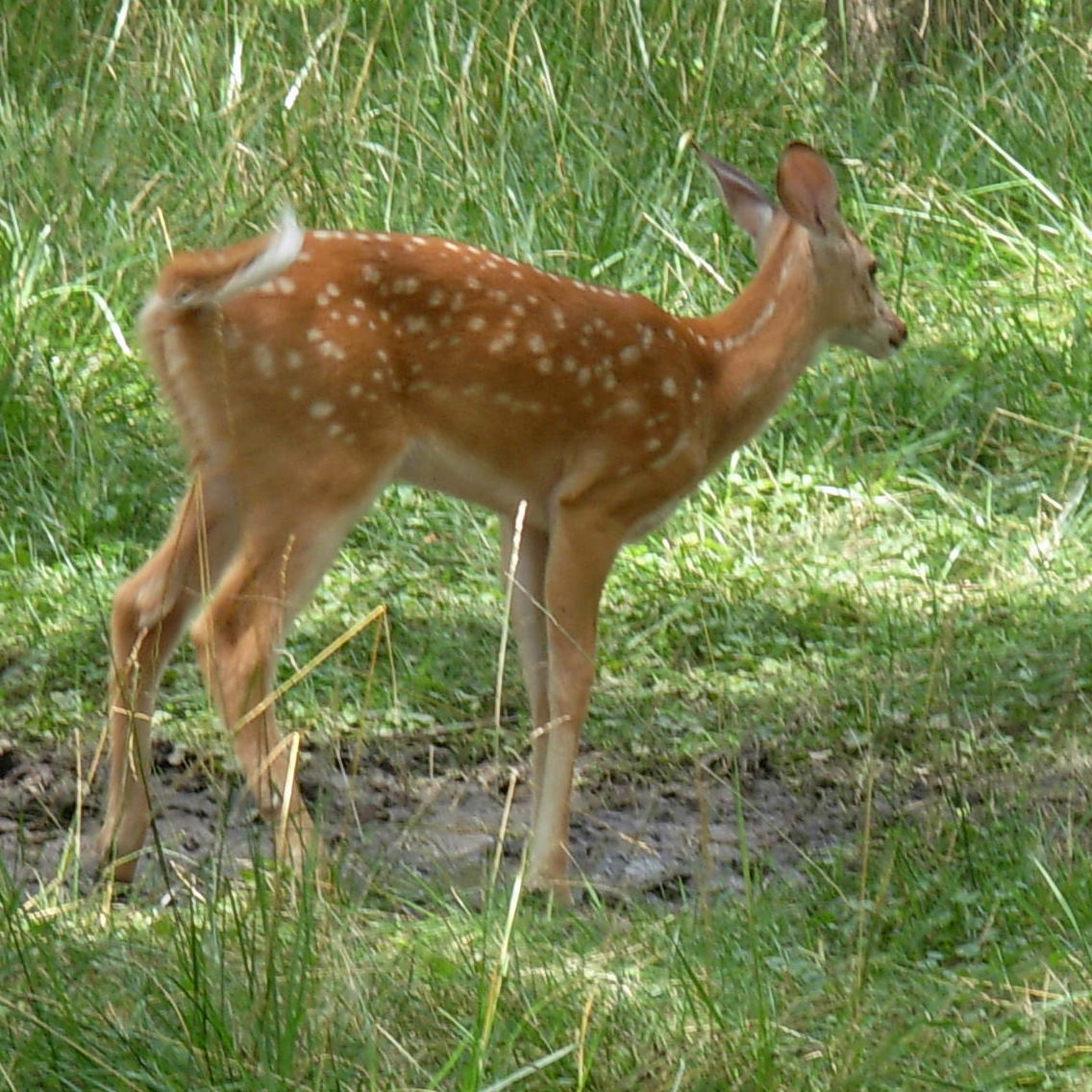
Cría.

El manto es rojizo en primavera y verano, y de gris a marrón en invierno. Así mismo, en las zonas tropicales, en las tierras bajas y cálidas, es de coloración ocrácea (amarillenta) o rojiza, y en las tierras altas y frías es de color pardo grisáceo. La punta de la cola es blanca, lo que le sirve para batirla como señal de alarma.
Presenta dimorfismo sexual. En Norteamérica los machos pesan entre 60 y 160 kg, y las hembras entre 40 y 105 kg. Incluida la cola, miden entre 1,60 y 2,20 m de largo, y tienen una alzada de entre 80 cm y 1 m. Los ejemplares tropicales son de menor tamaño, pesan menos y generalmente no sobrepasan los 60 kg.
Los machos presentan cornamentas ramificadas e inclinadas hacia atrás, que de adultos y según la edad alcanzan entre 8 y 64 cm desde la base y se renuevan cada año, en el invierno, después del apareamiento.

## Comportamiento
Las hembras están en celo durante la segunda mitad del otoño. Los machos compiten por ellas y se enfrentan en combates uno contra otro. Un macho copula con cuantas hembras le es posible. Tras siete meses de gestación nacen desde una hasta tres crías.
El territorio del venado de Virginia varía entre 59 y 804 hectáreas.
Posee glándulas odoríferas alrededor de los ojos, en la frente y en las patas, las que conjuntamente con la orina utiliza para comunicarse, marcar el territorio, atraer al sexo opuesto y como señal de peligro. Cuando se siente amenazado, corre con la cola levantada para ponerse a cubierto, se cree que el destello blanco actúa como señal visual de alarma para otros ciervos.
De hábitos crepusculares, los ciervos de cola blanca pueden encontrarse en grupos desde dos hasta quince individuos. Las unidades sociales básicas son la hembra-cría, los grupos de machos juveniles y los machos solitarios en la época reproductiva.

### Alimentación
El venado de cola blanca es rumiante y herbívoro. Busca entre la vegetación para consumir hojas, brotes, frutos y semillas, así como setas: una razón de su capacidad de adaptación a diferentes hábitats boscosos (la diversidad de materias vegetales de las que puede alimentarse). Además durante algunas épocas del año pueden incluir en su dieta alimentos como las bayas de árboles pequeños y arbustos, bellotas, hongos, y algunos tipos de frutas dulces que estén disponibles.

## Subespecies
Han sido reconocidas treinta y ocho subespecies, entre las cuales están:
- Odocoileus virginianus borealis (Miller 1900) – este de Canadá y noreste de Estados Unidos.
- Odocoileus virginianus dacotensis (Goldman & Kellog 1940) – Dakota del Norte y del Sur, Nebraska, Wyoming y suroeste de Canadá.
- Odocoileus virginianus virginianus (Zimmermann, 1780) – Virginia.
- Odocoileus virginianus macrourus (Rafinesque 1817) – Kansas.
- Odocoileus virginianus mcilhennyi (Miller 1928) – isla Avery, Luisiana.
- Odocoileus virginianus taurinsulae (Goldman & Kellog 1940) – isla de Bull, Carolina del Sur.
- Odocoileus virginianus osceola (Banqs 1896) – costas de Florida.
- Odocoileus virginianus seminolus (Goldman & Kellog 1940) – interior de Florida.
- Odocoileus virginianus clavium (Barbour & G. M. Allen, 1922) – cayos de la Florida y Cuba.
- Odocoileus virginianus ochrourus (V. Bailey 1932) – Montañas Rocosas.
- Odocoileus virginianus leucurus (Douglas, 1829) – río Columbia, estados de Oregón y Washington.
- Odocoileus virginianus couesi (Coues & Yarrow 1875) – Arizona, sureste de California, Nuevo México y noroeste de México.
- Odocoileus virginianus texanus (Mearns 1898) – Texas, Oklahoma, sureste de Colorado y Nuevo México.
- Odocoileus virginianus carminis (Goldman & Kellog 1940) – norte de México.
- Odocoileus virginianus miquihuanensis (Goldman & Kellog 1940) – centro de México.
- Odocoileus virginianus mexicanus (Gmelin 1788) – Puebla y Morelos, México
- Odocoileus virginianus acapulcensis (Caton 1877) – sur de México.
- Odocoileus virginianus veraecrucis (Goldman & Kellog 1940) – oriente de México.
- Odocoileus virginianus thomasi (Merriam 1898) – Oaxaca y Chiapas, México.
- Odocoileus virginianus yucatanensis (Hays 1872) – Yucatán, México.
- Odocoileus virginianus nelson (Merriam 1898) – Guatemala.
- Odocoileus virginianus truei (Merriam 1898) – Centroamérica.
- Odocoileus virginianus chiriquensis (J.A. Allen 1910) – Panamá.

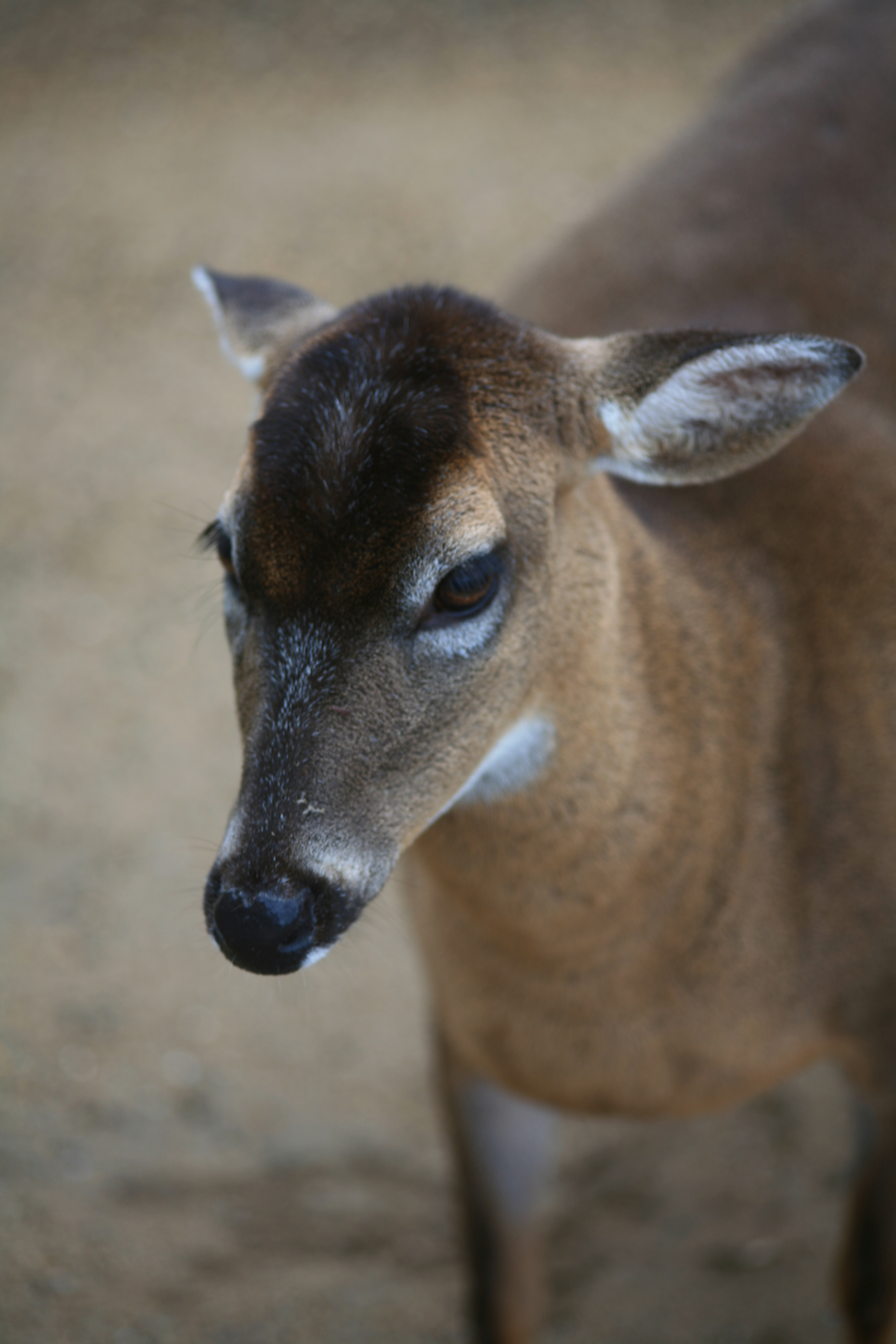
Hembra de O. v. rothschildi.

- Odocoileus virginianus rothschildi (Thomas 1902) – Coiba, Panamá.
- Odocoileus virginianus curassavicus (Hummelink, 1940) – valles y llanuras del norte de Colombia, y Curazao.
- Odocoileus virginianus goudotii (Gay & Gervais 1849) – zona andina de Colombia y Venezuela.
- Odocoileus virginianus margaritae (Osgood 1910) – isla de Margarita, Venezuela.
- Odocoileus virginianus apurensis (Brokx, 1972) – llanos colombo-venezolanos y noroeste de la Amazonia.
- Odocoileus virginianus ustus (Trouessart, 1913) – zona andina de Ecuador y Perú, sur de Colombia.
- Odocoileus virginianus tropicalis (Cabrera 1918) – región del Pacífico en Colombia y Perú.
- Odocoileus virginianus peruvianus (Gray 1874) – Andes del Perú.
- Odocoileus virginianus gymnotis (Wergmann 1833) – Venezuela, Guyana y Surinam.
- Odocoileus virginianus cariacou (Boddaert 1784) – Guayana Francesa y norte de Brasil.

Las subespecies suramericanas se distinguen claramente de las norteamericanas por divergencias genéticas, cornamenta menor, ausencia de glándula metatarsal y menor peso y tamaño corporal. Por ello algunos expertos han propuesto clasificarlas en dos especies diferentes y dar a la especie suramericana el nombre de Odocoileus cariacou Boddaert.
Como se ha encontrado que pese a la menor área geográfica que ocupan, la diferenciación interna
entre sí de los venados venezolanos excede la del conjunto de las subespecies de venados norteamericanos, se ha propuesto incluso que deberían separarse varias especies suramericanas y especialmente Odocileus margaritae Osgood, notoriamente más pequeña y en peligro de extinción.
Se ha propuesto, además, clasificar al venado de páramo de la cordillera de Mérida (Venezuela) como Odocoileus lasiotis (Osgood 1910), en todo caso diferente de la subespecie Odocileus virginianus goudotii de los Andes colombianos, dentro de la cual se encuentra clasificado, y de la que se distingue por tener un pelaje más largo y suelto, con coloración gris oscura con tonalidades pardas, y por no presentar hundimiento en la región frontal del rostro, seguido por una abrupta elevación de la caja craneana, característica de Odocileus virginianus goudotii y Odocileus virginianus margaritae.
También se ha propuesto clasificar las catorce subespecies de venado de cola blanca de México en tres grupos con base en la distribución geográfica y los diferentes tipos de vegetación, los cuales son:
1. Ecorregión I Noreste, que incluye a O. v. texanus, O. v. miquihuanensis y O. v. carminis, habitando principalmente los matorrales xerófitos.
2. Ecorregión II Pacífico y Central, que incluye a O. v. couesi, O. v. mexicanus, O. v. sinaloae, O. v. oaxacensis y O. v. acapulcensis, las cuales ocurren principalmente en bosques templados de pino-encino y selvas tropicales secas.
3. Ecorregión III Golfo y Sureste, que incluye a O. v. veraecrucis, O. v. thomasi, O. v. toltecus, O. v. nelsoni, O. v. truei y O. v. yucatanensis, asociadas principalmente con bosques tropicales lluviosos y subcaducifolios.

Además durante algunas épocas del año pueden incluir en su dieta alimentos como las bayas de los árboles pequeños y arbustos, bellotas, hongos y algunos 
tipos de frutas que estén disponibles.

## Enfermedades
Puede verse afectado por diferentes enfermedades infecciosas, entre ellas la enfermedad hemorrágica epizoótica.

## En la cultura popular
A partir del año 2011, el Venado Cola Blanca aparece retratado en el reverso de los billetes de ₡1000 de Costa Rica, país donde fue declarado Símbolo Nacional.